# Quadracythere truncula
Quadracythere truncula är en kräftdjursart som först beskrevs av Brady 1898.  Quadracythere truncula ingår i släktet Quadracythere och familjen Trachyleberididae. Inga underarter finns listade i Catalogue of Life.